# Пол Атреид
Пол Орест Атреид је лик из серије књига о пустињској планети Дини аутора Френка Херберта (енглески: Frank Herbert). Син је војводе Лета Атреида од Каладана и његове конкубине Џесике из реда Бени Џезрит. Као тинејџер, са непуних шеснаест година, Пол и његова породица (са целокупном дворском свитом и војском) су се преселили са Каладана на Аракис, пустињску планету звану и Дина. Војвода, Полов отац, је добио наредбу од Цара Падишаха Шадама Четвртог да преузме феуд Аракис од његових пређашњих власника, Куће Харконен. У питању је била сплетка коју су заједно замислили Цар Падишах и владар Харконена, барон Владимир Харконен, да би са политичке сцене скинули војводу Лета, који је постао популаран у савезу планета Ландсраада. Недуго након доласка Атреида на планету, у пучу, чија је основа била издаја, војвода Лето је свргнут с власти а Пол и његова мајка побегли у пустињу. Тамо су ступили у контакт са Слободњацима, пустињским домороцима Дине. Фасцинирани њиховим бенеџезритским и прана-бинду способностима Слободњаци су стекли поштовање за Пола и Џесику, пруживши им уточиште у својим сиечима. Пол се заклео на освету опаком Барону, и надао се да ће уз помоћ слободњака постићи свој циљ. Годинама под гвозденом чизмом Харконена, слободњаци су били скоро спремни да га прате али, ма колико храбар и спретан, он је за њих био још један странац. Преокрет је настао када је Пол попио воду живота и преживео, што нико пре њега није успео. Слободњаци су га прихватили за свог Месију, и заклели му се на верност до смрти. Пол је у овом племену пронашао и љубав; млада слободњакиња Чани је постала његова изабраница и девет месеци касније су добили сина: Лета. Име је добио у част свог деде, преминулог Војводе и Половог оца.
Тренинг слободњака је почео. Испоставило се да постоји више од једног племена на планети, шта више могло се сакупити двадесет легија Слободњака (en: fremen - борац за слободу, слободњак у неким преводима књига).